# Milford, Texas
Milford är en kommun (town) i Ellis County i Texas. Vid 2010 års folkräkning hade Milford 728 invånare.